# Kid Norfolk
Kid Norfolk, vero nome Wiliam Ward (Belmont, 10 luglio 1893 – 15 aprile 1968), è stato un pugile statunitense.
La International Boxing Hall of Fame lo ha riconosciuto fra i più grandi pugili di ogni tempo.

## Gli inizi
Pugile afroamericano, divenne professionista dal 1914.
Lavorò alla costruzione del Canale di Panama.

## La carriera
Detiene numerose vittorie su grandi campioni dei suoi tempi, tra cui Harry Greb, Tiger Flowers e Battling Siki.